# سالن سبز هیروشیما
 سالن سبز هیروشیما  (به انگلیسی: Hiroshima Green Arena) سالن چند منظوره در هیروشیما، ژاپن است.
این سالن میزبان مسابقات قهرمانی والیبال جهان در سال ۲۰۰۶ (زنان و مردان) بوده است.